# Lark Harbour
Lark Harbour är en ort i Kanada.   Den ligger i provinsen Newfoundland och Labrador, i den östra delen av landet, 1 400 km öster om huvudstaden Ottawa. Lark Harbour ligger 21 meter över havet och antalet invånare är 1 100.
Terrängen runt Lark Harbour är kuperad. Havet är nära Lark Harbour åt nordost. Runt Lark Harbour är det glesbefolkat, med 15 invånare per kvadratkilometer.. Närmaste större samhälle är Humber Arm South, 18,5 km sydost om Lark Harbour. 
I omgivningarna runt Lark Harbour växer i huvudsak blandskog.